# Gang (Samurai Jay)
Gang è un singolo del rapper italiano Samurai Jay e dei produttori discografici M4W e Dat Boi Dee, pubblicato il 17 settembre 2019.

## Descrizione
Il brano presenta la collaborazione del rapper napoletano Geolier. Esso è stato scritto da quest'ultimo insieme a Samurai Jay, Dat Boi Dee e M4W ed è stato prodotto da quest'ultimi due.
Musicalmente il brano è composto con un tempo andante di 95 battiti per minuto e in tonalità di Si maggiore.

## Tracce
Testi di Gennaro Amatore, Emanuele Palumbo, Davide Totaro e Danilo Zammartino, musiche di Davide Totaro e Danilo Zammartino.
1. Gang (feat. Geolier) – 2:43

## Video musicale
Il video musicale è stato pubblicato il 19 settembre 2019 sul canale YouTube di Samurai Jay ed è stato diretto da Tony Ruggiero.

## Classifiche
| Classifica (2019) | Posizione massima |
| ----------------- | ----------------- |
| Italia            | 45                |